# Lijst van rivieren in Ohio
Dit is een lijst van rivieren in Ohio.

## Alfabetisch
- Alum Creek
- Ashtabula River
- Auglaize River
- Big Darby Creek
- Big Walnut Creek
- Black River
- Blanchard River
- Chagrin River
- Chippewa Creek
- Cuyahoga River
- Duck Creek
- Flatrock Creek
- Grand River
- Great Miami River (Miami River)
- Hocking River
- Huron River
- Killbuck Creek
- Kokosing River
- Licking River
- Little Auglaize River
- Little Cuyahoga River
- Little Beaver Creek
- Little Darby Creek
- Little Hocking River
- Little Miami River
- Little Muskingum River
- Little Ottawa River
- Little Sandusky River
- Little Scioto River (zijrivier van de Ohio)
- Little Scioto River (zijrivier van de Scioto)
- Loramie Creek
- Mad River
- Mahoning River
- Maumee River
- Mill Creek
- Mississinewa River
- Mohican River
- Muskingum River
- Nimishillen Creek
- Ohio
- Olentangy River
- Ottawa River (zijrivier van Auglaize River)
- Ottawa River (Toledo)
- Paint Creek
- Portage River
- Rocky
- St. Joseph River
- St. Marys River
- Sandusky River
- Sandy Creek
- Scioto River
- Shade River
- Shenango River
- Stillwater River
- Styx River
- Sunday Creek
- Tiffin River
- Tinkers Creek
- Toussaint River
- Tuscarawas River
- Vermilion River
- Wabash
- Walhonding River
- Whitewater River
- Wolf Creek

## Op zijrivier

### Lake Erie
- Ottawa River
- Maumee River
  - St. Joseph River
  - St. Marys River
  - Tiffin River
  - Auglaize River
    - Ottawa River
      - Little Ottawa River

    - Blanchard River
    - Little Auglaize River
    - Flatrock Creek
- Toussaint River
- Portage River
- Sandusky River
  - Little Sandusky River
- Huron River
- Vermilion River
- Black River
- Rocky
- Cuyahoga River
  - Little Cuyahoga River
  - Tinkers Creek
- Chagrin River
- Grand River
- Ashtabula River

### Ohio River
- Mahoning River
- Shenango River
- Little Beaver Creek
- Little Muskingum River
- Duck Creek
- Muskingum River
  - Tuscarawas River
    - Chippewa Creek
      - Styx River

    - Sandy Creek
      - Nimishillen Creek

  - Walhonding River
    - Mohican River
    - Kokosing River
    - Killbuck Creek

  - Licking River
- Little Hocking River
- Hocking River
  - Sunday Creek
- Shade River
- Little Scioto River (zijrivier van Ohio River)
- Scioto River
  - Little Scioto River (zijrivier van Scioto River)
  - Olentangy River
  - Big Walnut Creek
    -       - Alum Creek

  - Big Darby Creek
  - Paint Creek
- Little Miami River
- Mill Creek
- Great Miami River
  - Loramie Creek
  - Stillwater River
  - Mad River
  - Wolf Creek
  - Whitewater River
- Wabash
  - Mississinewa River

Alabama · Alaska · Arizona · Arkansas ·  Californië · Colorado · Connecticut · Delaware · Florida · Georgia · Hawaï · Idaho ·  Illinois · Indiana · Iowa · Kansas · Kentucky · Louisiana · Maine · Maryland · Massachusetts · Michigan · Minnesota · Mississippi · Missouri · Montana · Nebraska · Nevada · New Hampshire · New Jersey · New Mexico · New York ·  North Carolina · North Dakota · Ohio · Oklahoma · Oregon · Pennsylvania · Rhode Island · South Carolina · South Dakota · Tennessee · Texas · Utah · Vermont · Virginia · Washington (staat) · Washington D.C. · West Virginia · Wisconsin · Wyoming